# F91 Dudelange
F91 Dudelange (lux. F91 Diddeleng) is een voetbalclub uit de stad Dudelange in het Groothertogdom Luxemburg. De club is in 1991 gevormd door een fusie van de clubs Alliance Dudelange, Stade Dudelange, en US Dudelange. Het wedstrijdtenue bestaat uit de kleuren geel en wit.

## Geschiedenis

### Stade Dudelange
Stade Dudelange speelde al in de beginjaren op het hoogste niveau in Luxemburg en kende zijn glorietijd van 1939 tot 1950 toen het de competitie volledig domineerde. Vanaf de jaren zestig tot midden jaren tachtig ging de club op en neer tussen de eerste en tweede klasse. Daarna zakte de club weg tot in de vierde klasse en fusioneerde uiteindelijk met US en Alliance tot F91.

### US Dudelange
US Dudelange speelde net voor de Eerste Wereldoorlog even op het hoogste niveau en was een liftploeg tussen de eerste en tweede klasse in de jaren twintig en begin jaren dertig. Van 1934 tot 1951 speelde de club in de hoogste klasse en werd vier opeenvolgende jaren tweede in de competitie. Daarna ging de club weer op en neer tussen eerst en tweede klasse en speelde wel de volledige jaren 60 in de hoogste klasse. Hierna waren de beste jaren definitief voorbij en de club werd nu een liftploeg tussen tweede en derde klasse. In 1991 fusioneerde de club met Stade en Alliance tot F91.

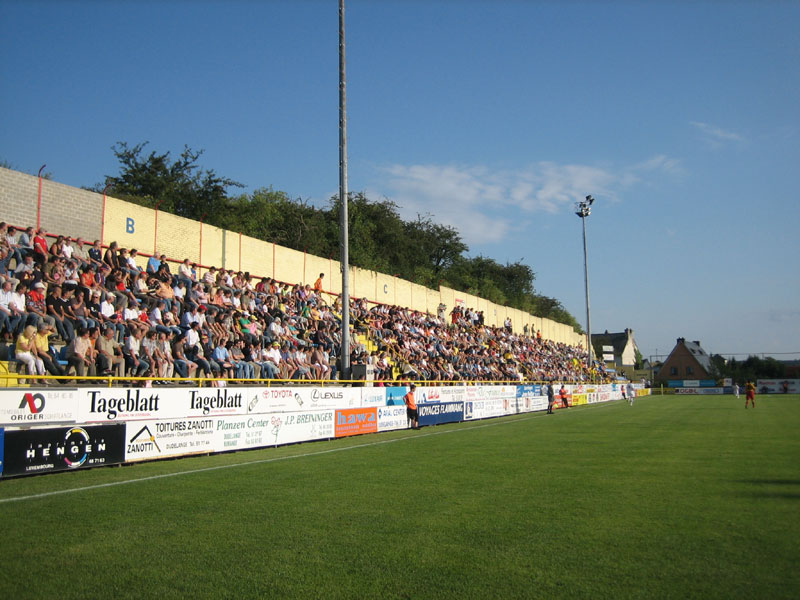
Stade Jos Nosbaum in Dudelange. Europese wedstrijden worden in het nationale stadion van Luxemburg gespeeld.

### Alliance Dudelange
Alliance speelde lang in de schaduw van Stade en US, maar naarmate deze clubs hun kracht verloren trad Alliance meer op de voorgrond. De club speelde 27 seizoenen in de hoogste klasse en degradeerde voor de laatste keer in 1990. Het volgende seizoen fusioneerde de club met Stade en US tot F91.

### F91 Dudelange
In het eerste seizoen in de tweede klasse plaatse de club zich voor de eindronde en promoveerde naar de hoogste klasse. F91 Dudelange eindigde de eerste seizoenen in de subtop en eindigde enkel in 1997 op een plaats in de middenmoot. Twee jaar later werd de ploeg voor het eerst tweede in de competitie. Van 2000 tot 2002 werd F91 landskampioen. De volgende twee seizoenen moest de club CS Grevenmacher en Jeunesse d'Esch laten voorgaan, maar vanaf 2005 zwaaide men opnieuw de scepter en won vijf titels op rij.
F91 Dudelange was de eerste Luxemburgse voetbalclub die de tweede ronde haalde in de voorronde van de UEFA Champions League door de Bosnische club NK Zrinjski Mostar te verslaan (seizoen 2005/06). In de tweede ronde werd Diddeleng echter verslagen door het Oostenrijkse Rapid Wien.
De club had wederom succes in de kwalificatieronde voor de UEFA Europa League 2018/19. Ze versloegen in de voorrondes achtereenvolgens FC Drita, Legia Warschau en in de play-offs ook de Roemeense kampioen CFR Cluj. Hierdoor werd F91 Dudelange de allereerste Luxemburgse voetbalclub die de groepsfase van een Europese voetbalcompetitie wist te bereiken. In die groepsfase komt F91 uit tegen Olympiakos Piraeus, AC Milan en Real Betis. De club pakte één punt in groep F.
Het Europese avontuur van F91 ging voort, want het seizoen erop plaatsten de Luxemburgers zich opnieuw voor de groepsfase van de Europa League. In de tweede voorronde bleek F91 Dudelange net te sterk voor het Macedonische FK Shkëndija, in de ronde erna werd Nõmme Kalju FC uit Estland verslagen. De play-offronde eindigde over twee wedstrijden exact gelijk tegen FC Ararat-Armenia (2-1 velies uit, 2-1 winst thuis). F91 nam echter de strafschoppen beter dan de Armeniërs, waardoor het voor de tweede achtereenvolgende keer mag deelnemen aan de groepsfase van de Europa League. Het zou in groep A uitkomen tegen Sevilla FC, APOEL Nicosia en FK Qarabağ. In de eerste groepswedstrijd schreef Dudelange geschiedenis. Ze wonnen met 4-3 van APOEL en boekten zodoende hun eerste overwinning op een Europees eindtoernooi.

## Erelijst
- Landskampioen

Winnaar (16): 2000, 2001, 2002, 2005, 2006, 2007, 2008, 2009, 2011, 2012, 2014, 2016, 2017, 2018, 2019, 2022
- Beker van Luxemburg

Winnaar (8): 2004, 2006, 2007, 2009, 2012, 2016, 2017, 2019
Finalist (6): 1993, 1994, 2002, 2011, 2014, 2015

## Eindklasseringen vanaf 1991
| 2 |

| 5 |

| 6 |

| 4 |

| 4 |

| 9 |

| 4 |

| 2 |

| 1 |

| 1 |

| 1 |

| 2 |

| 2 |

| 1 |

| 1 |

| 1 |

| 1 |

| 1 |

| 2 |

| 1 |

| 1 |

| 2 |

| 1 |

| 3 |

| 1 |

| 1 |

| 1 |

| 1 |

| 5 |

| 2 |

| 1 |

| 3 |

| 3 |

| 3 |

| Nationaldivisioun | Éirepromotioun |

## Resultaten per seizoen
| Seizoen   | № | Clubs | Divisie           | Duels | Winst | Gelijk | Verlies | Doelsaldo | Punten | Tsch |
| --------- | - | ----- | ----------------- | ----- | ----- | ------ | ------- | --------- | ------ | ---- |
| 1994–1995 | 4 | 12    | Nationaldivisioun | 22    | 10    | 3      | 9       | 41–37     | 33     | ??   |
| 1995–1996 | 4 | 12    | Nationaldivisioun | 22    | 11    | 5      | 6       | 43–23     | 38     | ??   |
| 1996–1997 | 9 | 12    | Nationaldivisioun | 22    | 6     | 4      | 12      | 27–43     | 22     | ??   |
| 1997–1998 | 4 | 12    | Nationaldivisioun | 22    | 10    | 6      | 6       | 44–32     | 36     | ??   |
| 1998–1999 | 2 | 12    | Nationaldivisioun | 22    | 14    | 5      | 3       | 40–18     | 47     | ??   |
| 1999–2000 |   | 12    | Nationaldivisioun | 28    | 16    | 9      | 3       | 54–29     | 57     | ??   |
| 2000–2001 |   | 12    | Nationaldivisioun | 28    | 19    | 6      | 3       | 57–26     | 63     | 906  |
| 2001–2002 |   | 12    | Nationaldivisioun | 28    | 19    | 5      | 4       | 64–23     | 62     | 827  |
| 2002–2003 | 2 | 12    | Nationaldivisioun | 28    | 16    | 4      | 8       | 66–34     | 52     | 788  |
| 2003–2004 | 2 | 14    | Nationaldivisioun | 26    | 18    | 5      | 5       | 62–26     | 59     | 589  |
| 2004–2005 |   | 12    | Nationaldivisioun | 28    | 22    | 4      | 2       | 74–15     | 70     | 620  |
| 2005–2006 |   | 12    | Nationaldivisioun | 28    | 20    | 4      | 4       | 83–22     | 64     | 648  |
| 2006–2007 |   | 14    | Nationaldivisioun | 26    | 21    | 2      | 3       | 71–20     | 65     | 605  |
| 2007–2008 |   | 14    | Nationaldivisioun | 26    | 23    | 2      | 1       | 74–12     | 71     | 600  |
| 2008–2009 |   | 14    | Nationaldivisioun | 26    | 19    | 5      | 2       | 70–18     | 62     | 700  |
| 2009–2010 | 2 | 14    | Nationaldivisioun | 26    | 16    | 6      | 4       | 62–23     | 54     | 631  |
| 2010–2011 |   | 14    | Nationaldivisioun | 26    | 19    | 2      | 5       | 75–24     | 59     | 546  |
| 2011–2012 |   | 14    | Nationaldivisioun | 26    | 16    | 6      | 4       | 67–20     | 54     | 565  |
| 2012–2013 | 2 | 14    | Nationaldivisioun | 26    | 16    | 7      | 3       | 53–20     | 55     | 467  |
| 2013–2014 |   | 14    | Nationaldivisioun | 26    | 19    | 4      | 3       | 64–21     | 61     | 691  |
| 2014–2015 | 3 | 14    | Nationaldivisioun | 26    | 16    | 6      | 4       | 55–20     | 54     | 597  |
| 2015–2016 |   | 14    | Nationaldivisioun | 26    | 19    | 5      | 2       | 65–21     | 62     | 595  |
| 2016–2017 |   | 14    | Nationaldivisioun | 26    | 20    | 5      | 1       | 68–14     | 65     | 583  |
| 2017–2018 |   | 14    | Nationaldivisioun | 26    | 22    | 2      | 2       | 81–26     | 68     | 504  |
| 2018–2019 |   | 14    | Nationaldivisioun | 26    | 18    | 5      | 3       | 72–33     | 59     | 576  |
| 2019–2020 | 5 | 14    | Nationaldivisioun | 17    | 8     | 2      | 7       | 38-24     | 26     |      |
| 2020–2021 | 2 | 16    | Nationaldivisioun | 30    | 20    | 6      | 4       | 70-29     | 66     | --   |

## F91 Dudelange in Europa
F91 Dudelange speelt sinds 1993 in diverse Europese competities. Hieronder staan de competities en in welke seizoenen de club deelnam:
- Champions League (16x)

2000/01, 2001/02, 2002/03, 2005/06, 2006/07, 2007/08, 2008/09, 2009/10, 2011/12, 2012/13, 2014/15, 2016/17, 2017/18, 2018/19, 2019/20, 2022/23
- Europa League (7x)

2010/11, 2012/13, 2013/14, 2015/16, 2018/19, 2019/20, 2022/23
- Conference League (5x)

2021/22, 2022/23, 2023/24, 2024/25, 2025/26
- Europacup II (2x)

1993/94, 1994/95
- UEFA Cup (3x)

1999/00, 2003/04, 2004/05

## Bekende (oud-)spelers
- Bareck Bendaha (2009-2010)
- Yassine Benajiba (2013-heden)
- Sofiane Benzouien (2010-...)
- Gordon Braun (2000-2003 en 2005-2007)
- Jean-Philippe Caillet (2010-2013)
- Frank Defays (2009-2010)
- Philippe Felgen (2001-2004)

- Nico Funck (1998-2001)
- Claude Ganser (1999-2000)
- Frank Goergen (1995-1997)
- Joël Groff (1994-2002)
- Paul Koch (1998-1999)
- Stéphane Martine (2002-2007)
- Oege-Sietse van Lingen (2023-2024)

- Ibrahim Somé (2010-2011)
- Jeffrey Rentmeister (2010-2012)
- Jean Vanek (2000-2002)
- Michaël Wiggers (2010-2012)
- Yannick Lodders (2011-2012)
- Yasin Karaca (2010-2012)
- Michaël Clepkens (2013-heden)